# Kim Young-ae
Kim Young-ae (em coreano:  김영애; 21 de abril de 1951 – 9 de abril de 2017) foi uma atriz sul-coreana.

## Carreira
Kim Young-ae começou sua carreira de atriz quando se juntou ao 3rd Open Recruitment da MBC em 1971. Ela fez sua estreia como atriz no Chief Inspector de procedimentos policiais da TV e posteriormente construiu uma carreira prolífica no cinema e na televisão.
Depois de fazer sua estreia no cinema em Long Live the Island Frogs, de 1973, Kim tornou-se mais ativa na tela grande na década de 1970 e início de 1980, aparecendo em filmes como Wang Sib Ri, My Hometown (também conhecido como Wangsimni ou A Bygone Romance, 1976), Suddenly at Midnight (1981), e Diary of King Yeonsan (1987).
À medida que envelhecia, Kim fez a transição para mais trabalhos na televisão. Entre seus dramas televisivos notáveis estão Queen Min (1973), Ilchul (ou Sunrise, 1989), Magpie-in-law (1991), The Brothers' River (1996), Waves (1999), Go, Mom, Go! (2003), Hwang Jini (2006), Royal Family (2011), e Moon Embracing the Sun (2012).
Em 2009, ela recebeu elogios por interpretar uma mãe doente terminal, mas teimosa, que tem uma relação de amor e ódio com a filha no filme dramático Aeja (conhecido internacionalmente como Goodbye Mom). Outro papel notável foi como dona de um restaurante em Busan, cujo filho é preso e torturado durante a década de 1980 em The Attorney (2013). Mais tarde, Kim ganhou o prêmio de Melhor Atriz Coadjuvante no Grand Bell Awards e no Blue Dragon Film Awards por suas atuações.

## Outras atividades
Em 2006, Kim suspendeu temporariamente sua carreira de atriz quando se tornou vice-presidente da empresa de cosméticos Chamtowon, que produz principalmente sabonetes e embalagens de lama. Sua empresa entrou com uma ação judicial de ₩20 bilhões contra a rede estatal KBS em 2008, depois que o programa Consumer Report relatou falsamente que os produtos à base de lama de Chamtowon continham metais pesados acima dos níveis seguros. Durante os oito meses após a transmissão, a empresa praticamente faliu e teve de suspender as operações na sua fábrica em Jeongeup, na província de Jeolla do Norte, e despedir 100 trabalhadores. Depois da Administração de Alimentos e Medicamentos da Coreia confirmou que a substância magnética encontrada nos produtos de lama era aço oxidado originalmente presente na lama, e não materiais estranhos colocados nos produtos durante o processo de fabricação, o tribunal decidiu a favor de Chamtowon e ordenou que a KBS liberasse uma correção relativa ao relatório errado . Mas Chamtowon não foi capaz de se recuperar das perdas financeiras, e a tensão contribuiu para o divórcio de Kim do marido.

## Morte
Kim morreu de câncer no pâncreas em 9 de abril de 2017, apenas duas semanas antes de seu aniversário de 66 anos.

## Filmografia

### Cinema
| Ano  | Título                                 | Personagem                                          | Notas                 |
| ---- | -------------------------------------- | --------------------------------------------------- | --------------------- |
| 1973 | Long Live the Island Frogs             |                                                     |                       |
| 1973 | A Female Sailor                        |                                                     |                       |
| 1976 | Wang Sib Ri, My Hometown               |                                                     |                       |
| 1976 | An Unfortunate Woman                   |                                                     |                       |
| 1976 | An Extinguished Window                 |                                                     |                       |
| 1977 | The First Snow                         |                                                     |                       |
| 1977 | Snow Country                           |                                                     |                       |
| 1978 | Climax                                 |                                                     |                       |
| 1978 | A Light Goes Off in Your Window        |                                                     |                       |
| 1979 | Romance Gray                           |                                                     |                       |
| 1979 | Red Gate to Tragedy                    |                                                     |                       |
| 1979 | Portrait of a Rock                     |                                                     |                       |
| 1979 | Who Knows This Pain?                   |                                                     |                       |
| 1980 | The Hidden Hero                        |                                                     |                       |
| 1980 | The Outsiders                          |                                                     |                       |
| 1980 | A Fine, Windy Day                      | Mulher na barraca de comida ao ar livre             |                       |
| 1981 | Freezing Point '81                     |                                                     |                       |
| 1981 | Ban Geum-ryeon                         |                                                     |                       |
| 1981 | Love Me Once Again 2                   |                                                     |                       |
| 1981 | Two Sons                               |                                                     |                       |
| 1981 | Suddenly at Midnight                   | Seon-hee                                            |                       |
| 1982 | The Carriage Running into Winter       |                                                     |                       |
| 1982 | The Whereabouts of Eve                 |                                                     |                       |
| 1982 | I Loved                                |                                                     |                       |
| 1982 | Champions of Tomorrow                  |                                                     |                       |
| 1983 | Fiery Wind                             |                                                     |                       |
| 1983 | Madam Oh's Day Out                     |                                                     |                       |
| 1983 | Wife                                   |                                                     |                       |
| 1983 | The Rose and the Gambler               |                                                     |                       |
| 1984 | Like a Petal or a Leaf                 |                                                     |                       |
| 1984 | Woman Who Grabbed the Rod              |                                                     |                       |
| 1984 | To My Children With Love               |                                                     |                       |
| 1985 | Tragedy of W                           |                                                     |                       |
| 1985 | Dreams of the Strong                   |                                                     |                       |
| 1986 | Rain Falling on Yeongdong Bridge       |                                                     |                       |
| 1986 | Street of Desire                       |                                                     |                       |
| 1986 | Riding the Moonlight                   |                                                     |                       |
| 1986 | Wanderer in Winter                     |                                                     |                       |
| 1987 | A Long Journey, A Long Tunnel          |                                                     |                       |
| 1987 | Eve's Second Bedroom                   |                                                     |                       |
| 1987 | The Hero Returns                       |                                                     |                       |
| 1987 | A Woman on the Verge                   |                                                     |                       |
| 1987 | Diary of King Yeonsan                  | Princesa consorte Seungpyeong / Rainha deposta Yoon |                       |
| 1988 | Miri, Mari, Uri, Duri                  |                                                     |                       |
| 1988 | The Invalid                            |                                                     |                       |
| 1990 | You Know What, It's a Secret           |                                                     |                       |
| 1991 | Do You Like Afternoons After the Rain? |                                                     |                       |
| 1991 | Blood and Fire                         |                                                     |                       |
| 1995 | Piano in Winter                        |                                                     |                       |
| 1998 | Naked Being                            |                                                     |                       |
| 2002 | Bet On My Disco                        |                                                     |                       |
| 2003 | Star                                   |                                                     |                       |
| 2003 | Please Teach Me English                | Mãe de Young-ju                                     |                       |
| 2009 | Goodbye Mom                            | Choi Young-hee                                      |                       |
| 2012 | Naega Salinbeomida                     | Han Ji-soo                                          |                       |
| 2014 | The Attorney                           | Choi Soon-ae                                        |                       |
| 2014 | Cart                                   | Sra. Soon-rye                                       |                       |
| 2014 | We Are Brothers                        | Seung-ja                                            |                       |
| 2014 | Entangled                              | Soon-im                                             |                       |
| 2015 | Chronicle of a Blood Merchant          | Mãe de Gye-hwa                                      |                       |
| 2016 | Proof of Innocence                     |                                                     |                       |
| 2016 | Operation Chromite                     | Na Jeong-nim                                        | Participação especial |
| 2016 | Pandora                                | Sra. Seok                                           |                       |

### Série de televisão
| Ano                                | Título                                     | Personagem                                               | Canal                        |
| ---------------------------------- | ------------------------------------------ | -------------------------------------------------------- | ---------------------------- |
| 1971                               | Chief Inspector                            | Convidada                                                | MBC                          |
| 1973                               | Queen Min                                  | Rainha Min                                               | MBC                          |
| 1974                               | Gangnam Family                             | Segunda filha Young-hee                                  | MBC                          |
| 1978                               | I Sell Happiness                           | —                                                        | MBC                          |
| 1978                               | Trap of Youth                              | Noh Young-joo                                            | MBC                          |
| 1979                               | Mom, I Like Dad                            | —                                                        | MBC                          |
| 1979                               | Oddogi Squad                               | Kim Hyo-shik                                             | MBC                          |
| 1979                               | Become a Mountain and Become a River       | —                                                        | MBC                          |
| 1980                               | Portrait of Youth                          | Min Bi                                                   | MBC                          |
| 1981                               | Na-ri's House                              | —                                                        | MBC                          |
| 1981                               | Han River                                  | —                                                        | MBC                          |
| 1981                               | Let's Love                                 | —                                                        | MBC                          |
| 1981                               | Embrace                                    | —                                                        | MBC                          |
| 1981                               | Nocturne                                   | —                                                        | MBC                          |
| 1981                               | Lee Shim's Tragic Love                     | Lee Shim                                                 | MBC                          |
| 1982                               | Three Sisters                              | —                                                        | KBS                          |
| 1982                               | Foggy                                      | —                                                        | KBS                          |
| 1983                               | Your Portrait                              | —                                                        | MBC                          |
| 1983                               | Sunflower in Winter                        | —                                                        | MBC                          |
| 1983                               | Thaw                                       | —                                                        | KBS                          |
| 1983                               | 500 Years of Joseon - Tree With Deep Roots | —                                                        | MBC                          |
| 1985                               | Mother's Room                              | —                                                        | MBC                          |
| 1986                               | Natalia                                    | 여간첩 나타리아                                          | KBS                          |
| 1986                               | 임이여 임일레라                            | —                                                        | KBS2                         |
| 1987                               | Portrait of Life                           | —                                                        | MBC                          |
| 1987                               | The Beginning of Love                      | Yoo Soon-joo                                             | KBS                          |
| 1987                               | Terms of Endearment                        | —                                                        | KBS                          |
| 1988                               | The 7th Ward                               | —                                                        | MBC                          |
| 1988                               | 13-year-old Bom                            | —                                                        | KBS                          |
| 1988                               | Soonshim-yi                                | —                                                        | KBS2                         |
| 1989                               | Ilchul                                     | —                                                        | KBS                          |
| 1989                               | Wang Rung's Family                         | —                                                        | KBS                          |
| 1990                               | Copper Ring                                | Bok-il                                                   | KBS                          |
| 1990                               | Freezing Point                             | Seo Hye-yeon                                             | KBS                          |
| 1990                               | Geom Saeng-yi's daughter                   | Shaman                                                   | KBS                          |
| 1990                               | Our beloved Sinner                         | —                                                        | KBS                          |
| 1991                               | Magpie-in-law                              | —                                                        | MBC                          |
| 1991                               | Silent's land                              | —                                                        | KBS                          |
| 1991                               | Asphalt My Hometown                        | Anfitriã                                                 | KBS2                         |
| 1991                               | Yesterday's Green Grass                    | Jung-mi                                                  | KBS                          |
| 1992                               | People of Love Town                        | —                                                        | KBS                          |
| 1992                               | For the Sake of Love                       | Sogra de Soo-wan (participação especial)                 | KBS2                         |
| 1992                               | Autumn Woman                               | Jeong Yeon-hee                                           | SBS                          |
| 1993                               | Survivor's Grief                           | —                                                        | KBS                          |
| 1993                               | White Maze                                 | —                                                        | KBS                          |
| 1993                               | Happiness Without You                      | Hye-seon                                                 | MBC                          |
| 1993                               | When I Miss You                            | Hyun-joo                                                 | KBS                          |
| 1994                               | Scent of Love                              | Myung-hee                                                | SBS                          |
| 1994                               | Winter in Dohwari                          | —                                                        | KBS                          |
| 1995                               | Sandglass                                  | Mãe de Tae Soo                                           | SBS                          |
| 1995                               | Jang Hui-bin                               | 대왕 대비 조씨                                           | SBS                          |
| 1995                               | Your Voice                                 | —                                                        | SBS                          |
| 1996                               | Father                                     | —                                                        | KBS                          |
| 1996                               | Wealthy Yu-chun                            | Kim Jung-ja - sogra de Hwa-won                           | SBS                          |
| 1996                               | Colors: Gray                               | Soo-hye                                                  | KBS                          |
| 1996                               | Reporting for Duty                         | Coronel Diretora da Escola do Corpo do Exército Feminino | KBS2                         |
| 1996                               | Until We Can Love                          | Soo-ryun                                                 | KBS2                         |
| 1996                               | The Brothers' River                        | Lee Soon-rye                                             | SBS                          |
| 1996                               | Power of Love                              | Seol Ok-soon                                             | MBC                          |
| 1997                               | Beautiful Face                             | —                                                        | SBS                          |
| 1997                               | Woman                                      | Mãe de Ki Nam                                            | SBS                          |
| 1997                               | Over the Horizon                           | Seo Boo-yong                                             | SBS                          |
| 1997                               | Only You                                   | Yang-ja                                                  | SBS                          |
| 1997                               | Wedding Dress                              | Shin Jung-ja                                             | KBS2                         |
| 1998                               | 아빠를 찾아주세요                          | —                                                        | KBS                          |
| 1998                               | Legend of Ambition                         | Shin Ok-joo                                              | KBS2                         |
| 1998                               | Panther of Kilimanjaro                     | —                                                        | KBS2                         |
| 1998                               | White Nights 3.98                          | Hong Young-sook                                          | SBS                          |
| 1998                               | I Love You, I'm Sorry                      | —                                                        | KBS                          |
| 1998                               | Hug                                        | Lee Hye-sook                                             | SBS                          |
| 1998                               | Seven Brides (7인의 신부)                  | —                                                        | SBS                          |
| 1999                               | Did We Really Love?                        | Jung Jin-sook                                            | MBC                          |
| 1999                               | Waves                                      | —                                                        | SBS                          |
| 1999                               | Did You Ever Love?                         | Oh Myung-joo                                             | KBS2                         |
| 2000                               | Did You Ever Love?                         | Oh Myung-joo                                             | KBS2                         |
| Look Back in Anger                 | Mãe de Dong-hoon                           |                                                          | KBS2                         |
| Can Anyone Love                    | —                                          | MBC                                                      |                              |
| Dandelion                          | Kang Hae-soon                              | KBS                                                      |                              |
| She's More Beautiful Than a Flower | Mãe de Joon Young                          | MBC                                                      |                              |
| Cheers for the Women               | Mãe de Da Young                            | SBS                                                      |                              |
| Cheers for the Women               | Mãe de Da Young                            | SBS                                                      | 2001                         |
| Tender Hearts                      | Lee Jae-kyong                              | KBS1                                                     |                              |
| Legend                             | —                                          | SBS                                                      |                              |
| Why Women                          | —                                          | KBS2                                                     |                              |
| 2002                               | We Are Dating Now                          | Yeol-sun                                                 | SBS                          |
| 2002                               | Rival                                      | Hong Joo-kyung                                           | SBS                          |
| 2002                               | Golden Pond                                | Mãe de Hae Soon                                          | SBS                          |
| 2002                               | The Maengs' Golden Era                     | Ji Ha-ja (mãe de Choi Kyu-sik)                           | MBC                          |
| 2002                               | Royal Story: Jang Hui-bin                  | Rainha Myeongseong                                       | KBS2                         |
| 2003                               | Love Letter                                | Dra. Im Kyung-eun                                        | MBC                          |
| 2003                               | Go Mom, Go!                                | —                                                        | KBS2                         |
| 2004                               | Old Miss Diary                             | —                                                        | KBS2                         |
| 2006                               | Hwang Jini                                 | Im Baek-Mu                                               | KBS2                         |
| 2007                               | My Husband's Woman                         | Mãe de Hwa-young                                         | SBS                          |
| 2010                               | Athena: Goddess of War                     | Choi Jin-hee                                             | KBS2                         |
| 2011                               | Royal Family                               | Gong Soon-ho                                             | MBC                          |
| 2011                               | Heaven's Garden                            | Hwa-Young (esposa de Boo-Sik)                            | Channel A                    |
| 2012                               | Heaven's Garden                            | Hwa-Young (esposa de Boo-Sik)                            | Channel A                    |
| My Lover, Madame Butterfly         | Lee Jung Ae                                | SBS                                                      |                              |
| Moon Embracing the Sun             | Grande Rainha Real Viúva                   | MBC                                                      |                              |
| 2013                               | Medical Top Team                           | MBC                                                      | Vice Diretora                |
| 2013                               | After School: Lucky or Not                 | Convidada                                                | B TV, Nate, Hoppin & T-store |
| 2014                               | Liar Game                                  | Mãe de Cha Woo-jin                                       | tvN                          |
| 2014                               | Birth of a Beauty                          | Ko Soon-dong                                             | SBS                          |
| 2015                               | Kill Me, Heal Me                           | Seo Tae-lim                                              | MBC                          |
| 2016                               | Mirror of the Witch                        | Rainha Yoon                                              | JTBC                         |
| 2016                               | The Doctors                                | Kang Mal-soon                                            | SBS                          |
| 2016                               | The Gentlemen of Wolgyesu Tailor Shop      | Choi Gook-ji                                             | KBS2                         |

## Programa de rádio
- This Is Hwang In-yong and Kim Young-ae (KBS, 1992)

## Prêmios
- 2017 KBS Drama Awards: Prêmio de Realização Especial
- 2017 54th Grand Bell Awards: Prêmio Especial
- 2017 53rd Baeksang Arts Awards: Prêmio pelo conjunto de sua obra
- 2015 8th Korea Drama Awards: Prêmio pelo conjunto de sua obra
- 2014 35th Blue Dragon Film Awards: Melhor Atriz Coadjuvante (The Attorney)
- 2014 51st Grand Bell Awards: Melhor Atriz Coadjuvante (The Attorney)
- 2014 23rd Buil Film Awards: Melhor Atriz Coadjuvante (The Attorney)
- 2014 9th Max Movie Awards: Melhor Atriz Coadjuvante (The Attorney)
- 2011 MBC Drama Awards: Prêmio Especial (Royal Family)
- 2010 7th Max Movie Awards: Melhor Atriz Coadjuvante (Goodbye Mom)
- 2009 46th Grand Bell Awards: Melhor Atriz Coadjuvante (Goodbye Mom)
- 2000 SBS Drama Awards: Prêmio Top Excelência, Atriz (Waves)
- 2000 SBS Drama Awards: Prêmio Grande Estrela (Cheers for the Women)
- 2000 27th Korea Broadcasting Awards: Melhor Atriz de TV  (Waves)
- 2000 36th Baeksang Arts Awards: Melhor Atriz de TV (Waves)
- 1997 KBS Drama Awards: Prêmio Top Excelência, Atriz (Colors, Reporting for Duty, Until We Can Love)
- 1997 33rd Baeksang Arts Awards: Melhor Atriz de TV (The Brothers' River)
- 1990 KBS Drama Awards: Prêmio Top Excelência, Atriz (Ilchul)
- 1982 18th Baeksang Arts Awards: Melhor Atriz de TV (Nocturne)
- 1974 MBC Talent Awards: Prêmio de Excelência, Atriz
- 1974 10th Baeksang Arts Awards: Melhor Nova Atriz de TV (Queen Min)